# Ko Yong-hui
Đây là một tên người Triều Tiên, họ là Ko.
Ko Yong-hui (tiếng Hàn: 고용희; Hanja: 高容姬; âm Hán Việt: Cao Dung Cơ; 26 tháng 6 năm 1952 – 24 tháng 5 năm 2004),), cũng viết Ko Young-hee hay Cao Anh Cơ, là vợ của cố lãnh đạo tối cao Triều Tiên Kim Chính Nhật và là mẹ của nhà lãnh đạo hiện nay của Cộng hòa Dân chủ Nhân dân Triều Tiên, Kim Jong-un. Tại Triều Tiên, bà được gọi bằng các tên như "Mẹ đáng kính là "thần dân" chung thủy và trung thành nhất của lãnh đạo kính mến của đồng chí Tư lệnh Tối cao", "Mẹ của Bình Nhưỡng", và "Người mẹ Triều Tiên Tiên quân Vĩ đại."

## Tiểu sử
Ko sinh ra trong ikuno, Osaka, Nhật Bản, cha mẹ gốc Triều Tiên. Ngày tháng năm sinh của Ko và tên tiếng Nhật trong hồ sơ chính thức của Nhật Bản là 26 tháng 6 năm 1952 và Takada Hime. Có vẻ như rằng cha bà là Ko Gyon-tek làm việc tại Osaka trong một nhà máy may thuộc quản lý của Bộ chiến tranh của Nhật Bản. Ko cùng với gia đình chuyển đến CHDCND Triều Tiên tháng 5 năm 1961 hoặc năm 1962 như là một phần của một chương trình hồi hương. Trong năm 1970, Ko bắt đầu làm việc như một vũ công cho Đoàn Nghệ thuật Mansudae ở Bình Nhưỡng. Em gái Ko Yong-suk của bà đã xin tị nạn từ Đại sứ quán Hoa Kỳ tại Bern, Thụy Sĩ trong khi đang sống ở đó để chăm sóc Kim Jong-un trong ngày ông theo học ở đó, theo tình báo quốc gia của Hàn Quốc; Các quan chức Hoa Kỳ sắp xếp việc tị nạn cho Ko Yong-suk mà không tham vấn các quan chức Hàn Quốc.
Người ta cho rằng Ko và Kim Jong-il lần đầu tiên gặp vào năm 1972. [12] Năm 1981, Ko đã sinh con trai Kim Jong-chul, con đầu tiên của Ko với Kim. Đây là đứa con thứ ba của Kim, dưới con trai Kim Jong-nam (sinh năm 1971 với Song Hye-rim), và con gái Kim Sul-song (sinh năm 1974 với Kim Young-sook). Con thứ hai của Kim Jong-il với Ko, hiện là lãnh đạo tối cao Triều Tiên Kim Jong-un, sinh sau Kim Jong-chul từ một đến ba năm. Con thứ ba của họ, Kim Yo-jong, là con gái, được cho là khoảng 23 tuổi vào năm 2012. Tuy nhiên, năm sinh của Kim Yo-jong cũng được cho là năm 1987.
Ngày 27 Tháng Tám 2004, nhiều nguồn báo cáo rằng Ko đã qua đời ở Paris, có thể là do bệnh ung thư vú. Tuy nhiên, có một báo cáo khác, nói rằng Ko đã được điều trị tại Paris vào mùa xuân năm 2004 và sau đó bay trở về Bình Nhưỡng, nơi Ko rơi vào tình trạng hôn mê và qua đời vào tháng 8 năm 2004.
Năm 2012, Kim Jong Un đã cho xây dựng một ngôi mộ cho Ko trên núi núi Taesong.

## Sùng bái cá nhân
Bà sinh tại Nhật Bản vào năm 1953 và đến Triều Tiên cùng gia đình vào tháng 5 năm 1961. Sau khi tốt nghiệp Đại học Ca múa nhạc Bình Nhưỡng năm 1970, bà trở thành vũ công tại Đoàn nghệ thuật Mansudae năm 1971.
Theo chế độ đánh giá con người songbun (xuất thân) của Triều Tiên, di sản của Hàn Quốc-Nhật Bản của Ko sẽ làm cho bà thuộc tầng lớp "thù địch" thấp nhất trong xã hội CHDCND Triều Tiên. Hơn nữa, ông nội của bà làm việc tại một nhà máy may cho Lục quân Đế quốc Nhật Bản, trong đó sẽ cho cô ấy "phẩm chất tư tưởng tượng thấp nhất" đối với Triều Tiên.
Trước khi một bộ phim tuyên truyền nội bộ phát hành sau khi Kim Jong-un làm lãnh đạo tối cao, đã có ba nỗ lực thực hiện để thần tượng Ko, trong một phong cách tương tự như kết hợp với Kang Pan-sok, mẹ của Kim Il-sung và Kim Jong-suk, mẹ của Kim Jong-il và người vợ đầu tiên của Kim Il-sung. Những nỗ lực trước đó tại thần tượng đã thất bại, và họ đã dừng lại sau khi Kim Jong-il bị đột quỵ năm 2008.
Các phương tiện truyền thông Triều Tiên đồng loạt đăng tải nhiều bài báo ca ngợi bà Ko Yong-hui. Một đoạn video clip cho thấy bà Ko đang ngắm con trai Kim Jong-un vẽ tranh, giặt áo cho chồng và bắn súng ngắn.
Giọng thuyết minh trong đoạn video miêu tả bà là "người đồng chí cách mạng quý giá nhất của tướng Kim Jong-il tôn kính" và là "một người vĩ đại được gửi xuống từ thiên đường cho người dân của nhà lãnh đạo Kim Nhật Thành". Đoạn video cũng tôn vinh bà là một trong "những người mẹ vĩ đại", cùng với mẹ của lãnh tụ Kim Nhật Thành là Kang Pan-sok và mẹ ông Kim Jong-il là Kim Jong-suk.